# Maria Jotuni
Maria Kustaava Jotuni, född 9 april 1880 i Kuopio, död 30 september 1943 i Helsingfors, var en finländsk författare. Från 1911 var hon gift med litteraturhistorikern Viljo Tarkiainen.
Jotuni blev student 1900 och studerade sedan några år vid Helsingfors universitet samt debuterade 1905 med novellsamlingen Suhteita.
Hennes författarskap präglas av en orädd, humorfylld naturalism. Hon skrev främst noveller (Rakkautta, 1907, Tyttö ruusutarhassa, 1927, med flera samlingar) och berättelser med konturskarp psykologi och erotisk analys. Hon framträdde även som dramatiker, bland annat med komedin Miehen kylkiluu, som blivit en av den finska dramatikens mest uppskattade. En annan av hennes komedier, den 1924 skrivna och samma år på Nationalteatern första gången framförda Tohvelisankarin rouva, påstods vara osedlig och föranledde omröstning om det statliga stödet till teatrarna under budgetdebatten i riksdagen.
År 1938 erhöll hon Aleksis Kivipriset.
Postumt utgavs verket Huojuva talo (1963, på svenska 1999, Ett vajande hus), en skildring av ett destruktivt äktenskap. En samling av Jotunis noveller utkom 1971 på svenska under titeln Man kallar det kärlek. Tidigare hade bland annat folklivsskildringen Arkielämää (1909, på svenska Vardagsliv) översatts.
Hon är begravd på Sandudds begravningsplats i Helsingfors.

## Utgåvor på svenska[3]
- 1908 – Kärlek Libris 3003452
- 1920 – Vardagsliv Libris 910566
- 1971 – Man kallar det kärlek Libris 2070682
- 1988 – Miljönärens lycka Libris 783421
- 1988 – Lyckliga Heliina Libris 783422
- 1988 – En intervju Libris 783423
- 1999 – Ett vajande hus ISBN 91-7486-624-9